# آئوکتوریتاس
آئوکتوریتاس (به لاتین: Auctoritas) واژه‌ای لاتین است که ریشهٔ اصطلاح انگلیسی اتوریته می‌باشد. در حالی که به لحاظ تاریخی کاربرد این واژه در انگلیسی محدود به بحث‌های تاریخ سیاسی روم بود، پیدایش فلسفه پدیدارشناختی در سده‌بیستم استفاده از این واژه را گسترش داد.
در روم باستان، آئوکتوریتاس دلالت می‌کرد به سطح کلی اعتبار، نفوذ و توانایی‌ای که یک شخص در کسب پشتیبانی پیرامون اراده خود در جامعه داشت.
زنان اشرافی نیز می‌توانستند به درجه‌ای از آئوکتوریتاس دست‌یابند. برای نمونه، همسران، خواهران و مادران دودمان ژولیو کلودین صاحب نفوذ بالایی بر جامعه، توده‌ها و نظام سیاسی بودند. البته با توجه به هنجارهای جامعه روم آئوکتوریتاسِ آنان نسبت‌به همتایانِ مردشان با وضوح کمتری اِعمال می‌شد، ولی در هر حال زنان نیز دارای نفوذ و قدرتمند بودند. این موقعیت در آینده برای بانوان استفاده نشد تا این که در سلسله سورانی توسط چهار جولیای سوران (هر چهارتن نژادسوری داشتند) با اقتدار و نفوذی بیشتر و آشکارتر ادامه یافت. به طوری که با آئوکتوریتاس مردان برابر بود.

## ریشه‌شناسی
بر طبق گفته زبان‌شناس فرانسوی، امیل بنونیست، واژه Auctor (که واژه انگلیسی author را به ما می‌دهد) از فعل لاتین Augere (زیاد کردن، بزرگ کردن، غنی کردن) برگرفته‌شده‌است. Auctor یعنی کسی که فعل یا وضعیت قضاییِ دیگری را تقویت می‌کند. آقای بنونیست به‌طرزی بحث‌برانگیز از این نظریه دفاع می‌کند که واژه لاتین آئوکتوریتاس بر مبنای یک مفهوم الهی از قدرت بنا شده‌است، نه بر مبنای شخصی که در موضع قدرت قرار می‌گیرد.

## معنای سیاسی در روم باستان
به‌لحاظ سیاسی، اقتدار سنای روم با آئوکتوریتاس مربوط بود و نباید با پوتستاس یا ایمپریوم ــ که مختص‌به کلانترها یا پلبی‌ها بود ــ اشتباه شود. محقق قرن نوزدهمی، تئودور مومسن، «نیروی» آئوکتوریتاس را «بیشتر از مشاوره و کمتر از فرماندهی» می‌داند، مشاوره‌ای که کسی نمی‌توانست آنرا نادیده‌گیرد. سیسرو نیز در باب تفاوت مفاهیم پوتستاس و آئوکتوریتاس چنین گفته‌است: «هنگامی‌که پوتستاس در میان مردم هست، آئوکتوریتاس هم در سنا [هست]».
در حوزه زندگی شخصی، آن‌ها که تحت سرپرستی هستند ــ شامل زنان و خردسالان ــ نیز به‌همان طریق ناچار به کسب تأییدیه از جانب سرپرست‌شان (معمولاً پدر) برای انجام کاری خاص بودند. برای نمونه، پدر خانواده ازدواج پسرش را رسمیّت می‌بخشید.